# Hyporhagus lateminimus
Hyporhagus lateminimus es una especie de coleóptero de la familia Monommatidae.

## Distribución geográfica
Habita en Brasil.